# Tall Usman
Tall Usman (arab. تل عثمان) – miejscowość w Syrii, w muhafazie Ar-Rakka. W 2004 roku liczyła 2024 mieszkańców.